# Pasqualino Moretti
Pasqualino Moretti (nascido em 14 de março de 1947) é um ex-ciclista italiano. Terminou em nono lugar na prova de contrarrelógio por equipes nos Jogos Olímpicos de Munique 1972.